# Gran Premio motociclistico delle Nazioni 1970
Il Gran Premio motociclistico delle Nazioni fu il penultimo appuntamento del motomondiale 1970.
Si svolse il 13 settembre 1970 presso l'Autodromo di Monza alla presenza di circa 50.000 spettatori.
In 350 e 500 Giacomo Agostini e il suo nuovo "secondo" Angelo Bergamonti ottennero una doppietta in entrambe le classi (in 350 "Ago" stabilì anche il nuovo record sul giro).
In 250 Rodney Gould, vincendo la volata sulle Yamaha di Kel Carruthers e Phil Read si laureò Campione del Mondo.
In 125 Ángel Nieto approfittò del ritiro di Gilberto Parlotti e Dieter Braun per vincere il GP; lo spagnolo ottenne anche la conferma matematica del titolo della 50, nonostante il ritiro in quella gara (dove ottenne la sua prima vittoria l'olandese de Vries), approfittando di una caduta a Lesmo che coinvolse il diretto rivale Aalt Toersen, Jos Schurgers e Salvador Cañellas. Quest'ultimo riuscì a ripartire e ad arrivare al traguardo, sebbene con una frattura alla scapola e alla clavicola che lo fece svenire a fine gara.
In occasione del Gran Premio si svolsero anche delle gare della campionato Italiano Juniores, vinte da Alberto Ieva (125), Eto di Gregorio (175) e Mario Chiavolini (250).

## Classe 500
Furono 23 i piloti presenti alla partenza e solo 11 quelli che vennero classificati al termine della gara.

### Arrivati al traguardo
| Pos. | Pilota             | Moto             | Tempo     | Punti |
| ---- | ------------------ | ---------------- | --------- | ----- |
| 1    | Giacomo Agostini   | MV Agusta        | 55' 17" 9 | 15    |
| 2    | Angelo Bergamonti  | MV Agusta        | +43" 7    | 12    |
| 3    | Silvano Bertarelli | Kawasaki         | +2 giri   | 10    |
| 4    | Gyula Marsovszky   | Kawasaki         | +2 giri   | 8     |
| 5    | Gianpiero Zubani   | Kawasaki         | +2 giri   | 6     |
| 6    | Ginger Molloy      | Kawasaki         | +2 giri   | 5     |
| 7    | Roberto Gallina    | Paton            | +3 giri   | 4     |
| 8    | Gianni Perrone     | Kawasaki         | +4 giri   | 3     |
| 9    | Paolo Campanelli   | Kawasaki         | +4 giri   | 2     |
| 10   | Vasco Loro         | Norton-Kawasaki  | +5 giri   | 1     |
| 11   | Emanuele Maugliani | Seeley-Matchless | +5 giri   |       |

### Ritirati
| Pilota             | Moto          | Motivo ritiro |
| ------------------ | ------------- | ------------- |
| Alberto Pagani     | LinTo         |               |
| Renzo Pasolini     | Benelli       |               |
| Jack Findlay       | Seeley-Suzuki |               |
| Christian Ravel    | Kawasaki      |               |
| Gilberto Milani    | Aermacchi     |               |
| Gerhard Heukerott  | Benelli       |               |
| Jean Campiche      | Honda         |               |
| Terry Dennehy      | Honda         |               |
| Benedetto Zambotti | Bianchi       |               |
| John Dodds         | LinTo         |               |
| Eric Offenstadt    | Kawasaki      |               |
| Billie Nelson      | Paton         |               |

## Classe 350

### Arrivati al traguardo
| Pos | Pilota             | Moto      | Tempo     | Punti |
| --- | ------------------ | --------- | --------- | ----- |
| 1   | Giacomo Agostini   | MV Agusta | 42' 28" 3 | 15    |
| 2   | Angelo Bergamonti  | MV Agusta | +8" 5     | 12    |
| 3   | Renzo Pasolini     | Benelli   | +39" 0    | 10    |
| 4   | Günter Bartusch    | MZ        | +1' 50" 6 | 8     |
| 5   | Silvio Grassetti   | Jawa      | +1 giro   | 6     |
| 6   | Dieter Braun       | Yamaha    | +1 giro   | 5     |
| 7   | Giuseppe Visenzi   | Yamaha    | +1 giro   | 4     |
| 8   | Terry Dennehy      | Yamaha    | +1 giro   | 3     |
| 9   | Jerry Lancaster    | Yamaha    | +2 giri   | 2     |
| 10  | Ernst Holzeis      | Yamaha    |           | 1     |
| 11  | Lothar John        | Yamaha    |           |       |
| 12  | Roberto Gallina    | Aermacchi |           |       |
| 13  | František Šťastný  | Yamaha    | +3 giri   |       |
| 14  | Getulio Marcaccini | Aermacchi |           |       |
| 15  | Jean Campiche      | Aermacchi |           |       |
| 16  | Walter Scheimann   | Yamaha    |           |       |

## Classe 250

### Arrivati al traguardo
| Pos | Pilota           | Moto   | Tempo      | Punti |
| --- | ---------------- | ------ | ---------- | ----- |
| 1   | Rodney Gould     | Yamaha | 37' 08" 70 | 15    |
| 2   | Kel Carruthers   | Yamaha | +00" 03    | 12    |
| 3   | Phil Read        | Yamaha | +1" 0      | 10    |
| 4   | Dieter Braun     | MZ     | +30" 3     | 8     |
| 5   | Gyula Marsovszky | Yamaha | +1' 32" 2  | 6     |
| 6   | Giuseppe Visenzi | Yamaha |            | 5     |
| 7   | Luigi Anelli     | Yamaha |            | 4     |
| 8   | László Szabó     | MZ     |            | 3     |
| 9   | Klaus Huber      | Yamaha |            | 2     |
| 10  | Lothar John      | Yamaha |            | 1     |

### Ritirati
| Pilota           | Moto | Motivo ritiro |
| ---------------- | ---- | ------------- |
| Silvio Grassetti | MZ   | frizione      |

## Classe 125

### Arrivati al traguardo
| Pos | Pilota              | Moto           | Tempo Distacco | Punti |
| --- | ------------------- | -------------- | -------------- | ----- |
| 1   | Ángel Nieto         | Derbi          | 32' 53" 3      | 15    |
| 2   | László Szabó        | MZ             | +1' 17" 2      | 12    |
| 3   | Cees van Dongen     | Yamaha         | +1' 53" 9      | 10    |
| 4   | Klaus Huber         | Maico          | +1 giro        | 8     |
| 5   | Giuseppe Consalvi   | Villa          | +1 giro        | 6     |
| 6   | Walter Villa        | Villa          |                | 5     |
| 7   | János Reisz         | MZ             |                | 4     |
| 8   | Ryszard Mankiewicz  | MZ             |                | 3     |
| 9   | Toni Gruber         | Maico          |                | 2     |
| 10  | János Drapál        | MZ             |                | 1     |
| 11  | Günter Bartusch     | MZ             |                |       |
| 12  | Jerry Lancaster     | Drixton-Yamaha |                |       |
| 13  | John Dodds          | Aermacchi      |                |       |
| 14  | Walter Scheimann    | Villa          |                |       |
| 15  | Luigi Rinaudo       | Aermacchi      |                |       |
| 16  | Luigi Ribuffo       | n.d.           |                |       |
| 17  | Lasse Johansson     | Maico          |                |       |
| 18  | Rino Pretelli       | n.d.           |                |       |
| 19  | Angelo Orsenigo     | n.d.           |                |       |
| 20  | Jean-Louis Pasquier | Maico          |                |       |

### Ritirati
| Pilota            | Moto       | Motivo ritiro |
| ----------------- | ---------- | ------------- |
| Dieter Braun      | Suzuki     | motore        |
| Gilberto Parlotti | Morbidelli | sbiellata     |

## Classe 50

### Arrivati al traguardo
| Pos | Pilota             | Moto     | Tempo     | Punti |
| --- | ------------------ | -------- | --------- | ----- |
| 1   | Jan de Vries       | Kreidler | 23' 18" 5 | 15    |
| 2   | Rudolf Kunz        | Kreidler | +7" 5     | 12    |
| 3   | Ludwig Fassbender  | Kreidler | +1 giro   | 10    |
| 4   | Bruno Cretti       | Malanca  | +1 giro   | 8     |
| 5   | André Millard      | Kreidler | +1 giro   | 6     |
| 6   | Martin Mijwaart    | Jamathi  |           | 5     |
| 7   | Gerhard Thurow     | Kreidler |           | 4     |
| 8   | Salvador Cañellas  | Derbi    |           | 3     |
| 9   | Ryszard Mankiewicz | Kreidler |           | 2     |
| 10  | Michele Cannizzaro | Guazzoni |           | 1     |
| 11  | E. Lazzarini       | Guazzoni |           |       |
| 12  | Lasse Johansson    | Maico    |           |       |
| 13  | Luigi Rinaudo      | Tomos    |           |       |
| 14  | Luciano Spinello   | Tomos    |           |       |
| 15  | Luciano Gazzola    | Guazzoni | +2 giri   |       |

### Ritirati
| Pilota        | Moto     | Motivo ritiro |
| ------------- | -------- | ------------- |
| Aalt Toersen  | Jamathi  | caduta        |
| Jos Schurgers | Kreidler | caduta        |
| Ángel Nieto   | Derbi    | motore        |